# Vilar de Lomba e São Jomil
Vilar de Lomba e São Jomil (llamada oficialmente União das Freguesias de Vilar de Lomba e São Jomil) es una freguesia portuguesa del municipio de Vinhais, distrito de Braganza.

## Historia
Fue creada el 28 de enero de 2013 en aplicación de una resolución de la Asamblea de la República de Portugal promulgada el 16 de enero de 2013 con la unión de las freguesias de São Jomil y Vilar de Lomba, pasando su sede a estar situada en la antigua freguesia de Vilar de Lomba.

## Demografía
| Gráfica de evolución demográfica de Vilar de Lomba e São Jomil entre 2011 y 2021 |
|                                                                                  |
| Datos según el nomenclátor publicado por el INE portugués.                       |